# Cyclodomorphus gerrardi
Cyclodomorphus gerrardi is een hagedis uit de familie skinken (Scincidae).

## Naam en indeling
De wetenschappelijke naam van de soort werd voor het eerst voorgesteld door John Edward Gray in 1845. Oorspronkelijk werd de naam Hinulia gerrardii gebruikt maar de hagedis is later ingedeeld bij het geslacht Tiliqua. Het was lange tijd de enige soort uit het niet langer erkende geslacht Hemisphaeriodon.

## Verspreiding en habitat
De soort komt endemisch voor in Australië in de staten Queensland en New South Wales.

## Beschermingsstatus
De hagedis komt ook voor in huizen en kan gevonden worden op plafonds en in gordijnen.
Door de internationale natuurbeschermingsorganisatie IUCN is de beschermingsstatus 'veilig' toegewezen (Least Concern of LC).